# Clara Catharina von Birken
Clara Catharina von Birken (geb. Bosch; * 1605; † 1679) gilt als eine Schriftstellerin des 17. Jahrhunderts und war Mitglied des Pegnesischen Blumenordens, in dem sie den Namen Florinda trug. Ihre literarischen Werke sind nicht überliefert. In dritter Ehe war sie mit dem deutschen Schriftsteller Sigmund von Birken verheiratet.

## Leben und Familie
Clara Catharina von Birken wurde im Jahr 1605 als Tochter des Nürnberger Viertelsmeisters Ambrosius Bosch geboren. Über ihre Kindheit sowie ihr Leben im Allgemeinen ist nicht viel bekannt, zumal die Archive keine Briefe von ihr enthalten. Bekannt ist allerdings, dass Clara Catharina dreimal verheiratet war: In erster Ehe wurde sie mit einem Johann Rubinger und in zweiter Ehe mit Johann Weinmann, einem Professor und Pastor in Altdorf, verehelicht. Als letzterer verstarb, heiratete Clara Catharina im Alter von 68 Jahren ein drittes Mal. Am 3. Dezember 1673 heiratete sie den Dichter und Schriftsteller Sigmund von Birken. Dieser führte Clara Catharina ein Jahr später in den Pegnesischen Blumenorden ein, in welchem sie den Namen Florinda trug. Eine Ehre, die Sigmund von Birken seiner ersten Frau, Margaretha, nicht zuteilwerden ließ.

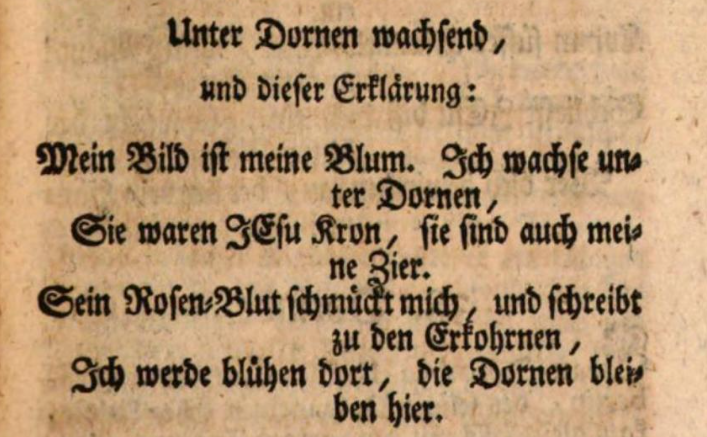
Mit dieser Beischrift wurde Clara Catharina, genannte Florinda, im Jahr 1674 in den Pegnesischen Blumenorden aufgenommen.

### Frauen im Pegnesischen Blumenorden
Clara Catharina von Birkens Aufnahme in den Pegnesischen Blumenorden war in dem Sinne unüblich, als dass dieser Orden die einzige literarische Gesellschaft des 17. Jahrhunderts war, die weibliche Mitglieder zählte. Sigmund von Birken, der 1662 Präsident des Blumenordens wurde, nahm während seiner Präsidentschaft insgesamt dreizehn Frauen auf.
Die ,Frauenquote‘ war damit sehr hoch. So traten unter Birkens Nachfolger Martin Limburger etwa gar keine Frauen in den Blumenorden ein. Dessen Nachfolger Magnus Daniel Omeis ernannte dagegen wieder fünf Frauen zu Mitgliedern, während nach seinem Tod 1708 bis zur Mitte des 18. Jahrhunderts keine Frau mehr in die literarische Gesellschaft aufgenommen wurde.
An diesen Zahlen lässt sich erkennen, dass unter Sigmund von Birkens Präsidentschaft die Frauen eine besonders wichtige Rolle im Pegnesischen Blumenorden gespielt haben. Im Vergleich zu anderen Vorstehern des Blumenordens setzte er sich also am meisten für Dichterinnen ein.

### Die Ehe von Clara Catharina und Sigmund von Birken
Die Eheschließung von Clara Catharina und Sigmund von Birken wird in der Forschungsliteratur als geschäftliches Arrangement bezeichnet. Der Umstand, dass Clara Catharina zum Zeitpunkt der Eheschließung 68 Jahre alt und somit 21 Jahre älter als Sigmund von Birken war, war eher ungewöhnlich für diese Zeit und könnte daher als Hinweis dafür dienen, dass es sich bei den beiden um keine Liebesheirat gehandelt haben dürfte. In seinem Status als religiöser Exilant und freier Schriftsteller galt Sigmund von Birken als armer Ehepartner. Durch die Eheschließung mit der wohlhabenden Clara Catharina erlangte er finanzielle Stabilität, während sie ihren Witwen-Status ablegen und sich in das gesellschaftliche Leben reintegrieren konnte.
Ebenfalls hinweisgebend für die Beschaffenheit ihrer Ehe sind Sigmund von Birkens Tagebücher. Darin kommt die Hochzeit mit Clara Catharina sehr überraschend, da es zuvor nur sehr wenige Hinweise auf eine etwaige Verehelichung gibt. Die erste Erwähnung von Clara Catharina im Vorfeld der Hochzeit ist ein Eintrag von Ende November 1673, also kurz vor der Hochzeit im Dezember. Im Gegensatz zu Sigmund von Birkens erster Ehe mit Margaretha lassen sich in den Tagebüchern allerdings keine Ausführungen über eheliche Konflikte finden. Dies sowie die Tatsache, dass er Clara Catharina in den Pegnesischen Blumenorden aufnahm, dürften darauf hinweisen, dass die Ehe von gegenseitiger Wertschätzung geprägt war.

### Tod von Clara Catharina von Birken
Im Jahr 1679 starb Clara Catharina im Alter von 74 Jahren. Sigmund von Birken verfasste daraufhin eine Trauer-Ode. Darin rühmt Sigmund von Birken mehrmals die Frömmigkeit seiner zweiten Ehefrau und verleiht ihr eine ganze Reihe von Namen, mit denen er seinen Respekt ihr gegenüber ausdrückt:
[…] Mein andres Ich / mein Leid- und Freudgespan /

du meine Kron / du edle Zier der deinen /

des Hauses Dach und Grund /

du Haus der Zucht / voll Tugend üm und an /

du treues Herz / du Herscherin des Meinen /

wo fleuchst du hin? wo lasst du mich zurücke:

Ist dann der rohte Mund /

der off gemacht / daß ich des Leids vergasse /

nun blasse? […]
In diesem Gedicht wird die Verstorbene als wesentlicher Bestandteil vom Leben des Erzählers betrauert. Das Gedicht enthält aber auch viele für den Barock typische Metaphern. Inwiefern es also Ausdruck romantischer Liebe gewesen ist, bleibt fraglich.

## Werk
Die Forschung ist sich uneins darüber, ob Clara Catharina von Birken dichterisch tätig war. Von älteren Quellen wird sie einerseits als geschickte Poetin und Dichterin bezeichnet, anderseits wird ihr von einigen Forschenden jegliche dichterische Tätigkeit abgesprochen. Eigene Gedichte von Clara Catharina von Birken sind katalogisch nicht ermittelbar.